# Aspidites
Genre
Synonymes
- Aspidiotes Krefft, 1864

Aspidites est un genre de serpents de la famille des Pythonidae. 

## Répartition
Les 2 espèces de ce genre sont endémiques d'Australie.

## Description
Ce sont des serpents constricteurs ovipares.

## Liste d'espèces
Selon The Reptile Database (24 avril 2014) :
- Aspidites melanocephalus (Krefft, 1864) - Python à tête noire ou Python à tête noire d'Australie
- Aspidites ramsayi (Macleay, 1882) - Python de Ramsay ou Woma

## Publications originales
- Krefft, 1864 : Description of Aspidiotes melanocephalus, a new snake from Port Denison. Proceedings of the Zoological Society of London, vol. 1864, p. 20-22 (texte intégral).
- Peters, 1877 "1876" : Über die von S. M. S. Gazelle mitgebrachten Amphibien. Monatsberichte der Königlichen Preussischen Akademie der Wissenschaften zu Berlin, vol. 1876, p. 528-535+914 (texte intégral).